# Sant'Agostino (Řím)

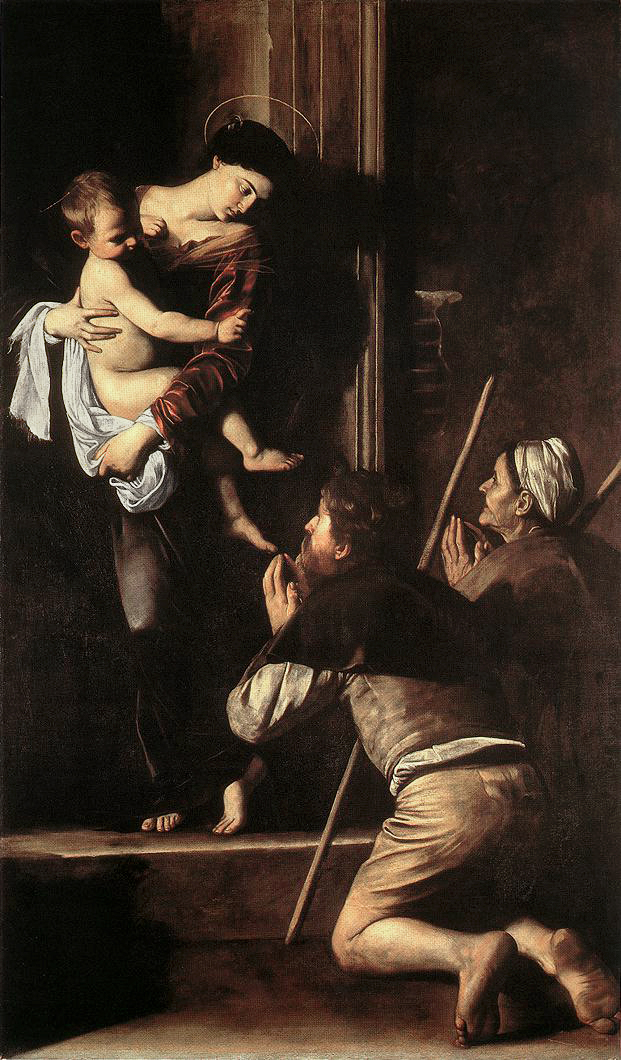
Caravaggio: Madonna di Loretto

Sant'Agostino je římský kostel nedaleko Piazza Navona v ulici Via della Scrofa. Je jedním z prvních kostelů postavených během renesance v Římě. Založen byl v 15. století a titulárním kostelem se stal 13. dubna 1587 apoštolskou konstitucí papeže Sixta V. Prvním titulárním kardinálem se stal Gregorio Petrocchini, generální představený Řádu augustiniánů.

## Historie
Kostel byl založen Guillaumem d'Estouteville, rouenským arcibiskupem a papežským kancléřem. Fasáda byla vytvořena roku 1483 Giacomem di Pietrasanta, který na ni použil mramor z Kolosea.

## Výzdoba
Nejznámějším uměleckým dílem kostela je Madonna di Loreto, barokní mistrovská práce Caravaggia. Kostel také uchovává plátno od Guercina Sv. Augustin, Jan Evangelista a Hyeronimus; fresku od Rafaela a sochy Madonu s dítětem od Andrea Sansovina a Madonna del Parto od jeho žáka Jacopa Sansovina. Na oltáři jsou dvě sochy andělů od Berniniho.
Na začátku své kariéry Giovanni Lanfranco vymaloval strop v kapli Buongiovanni v levé části transeptu freskou Assumption. V interiéru kostela byli pohřbeni sv. Monika, matka sv. Augustina, a italský básník Maffeo Vegio.

## Titulární kardinálové
- Neobsazen (1587-1590)
- Gregorio Petrocchini (1590-1608)
- Fabrizio Verallo (1608-1624)
- Berlingerio Gessi (1627-1639)
- Ottaviano Raggi (1642-1643)
- Niccolò Albergati-Ludovisi (1645-1646)
- Fabrizio Savelli (1647-1659)
- Antonio Bicchi (1659-1667)
- Neobsazen (1667-1671)
- Federico Borromeo (1671-1672)
- Francesco Lorenzo Brancati di Lauria (1681)
- Neobsazen (1681-1687)
- Carlo Stefano Cicero (1687-1694)
- Enrico Noris (1696-1704)
- Carlo Agostino Fabroni (1706-1727)
- Angelo Maria Quirini (1727-1728)
- Gregorio Selleri, O.P. (1728-1729)
- Marco Antonio Ansidei (1729-1730)
- Bartolomeo Massei (1731-1745)
- Giorgio Doria (1745-1757)
- Gaetano Fantuzzi (1759-1767)
- Mario Marefoschi (1770-1780)
- Neobsazen (1780-1785)
- Paolo Massei (1785)
- Neobsazen (1785-1800)
- Diego Innico Caracciolo di Martina (1800-1814); in commendam (1814-1820)
- Cesare Brancadoro (1820-1837)
- Neobsazen (1837-1842)
- Bedřich ze Schwarzenberka (1842-1885)
- Antonio Monescillo y Viso (1886-1897)
- Antonio María Cascajares y Azara (1898-1901)
- Sebastiano Martinelli (1902-1918)
- Aleksander Kakowski (1919-1938)
- Agustín Parrado García (1946)
- Fernando Quiroga Palacios (1953-1971)
- Marcelo González Martín (1973-2004)
- Jean-Pierre Ricard (2006-)